# Орлов, Михаил Фёдорович (Герой Советского Союза)
Михаил Фёдорович Орлов (11 сентября 1922 — 27 июля 1999) — советский офицер, участник Великой Отечественной войны, Герой Советского Союза (1945).

## Биография
Родился 11 сентября 1922 года на станции Урень, в настоящее время город в Нижегородской области, в крестьянской семье. По национальности русский. Окончил 10 классов.
В июне 1941 года призван в Красную Армию Уренским райвоенкоматом.
В апреле 1943 года окончил 2-е Горьковское танковое училище.
В действующей армии с июля 1943 года. Служил в 65-й танковой бригаде 11-го танкового корпуса, принимал участие в боях на Брянском, Южном, 1-м Украинском и 1-м Белорусском фронтах. Участвовал в Курской битве, освобождении Донбасса, Украины, Белоруссии, Польши, боях на территории Германии, штурме Берлина.
Отличился в Висло-Одерской операции на территории Польши.
18 января 1945 года, находясь в передовом отряде бригады во время наступления на село Мнишек (20 километров западнее города Радом) встретил заслон двух артиллерийских батарей 88-миллиметровых орудий, прикрывавших отход колонны противника из города Радом. Умелым, стремительным маневром, правильным распределением огня разбил обе батареи, с хода врезался в отступающую колонну противника, не дав ему развернуться, захватил шесть 88-мм орудий, 23 зенитные пушки, 1 танк «Пантера», 200 автомашин с военными грузами. Уничтожил 160 вражеских солдат и офицеров. Этим обеспечил дальнейшее наступление всей бригады на город Томашув-Мазовецки.
Указом Президиума Верховного Совета СССР от 27 февраля 1945 года за умелое руководство танковой ротой, мужество и героизм, проявленные в Висло-Одерской операции, старшему лейтенанту Орлову Михаилу Фёдоровичу присвоено звание Героя Советского Союза с вручением ордена Ленина и медали «Золотая Звезда» (№ 5150).
После войны продолжил службу в Советской армии. В 1957 году окончил Военную академию бронетанковых войск.
Начиная с 1973 года в запасе. Работал начальником штаба гражданской обороны Института общей и неорганической химии в Москве.
Почётный гражданин города Волноваха Донецкой области, польских городов Радом и Томашув-Мазовецкий Мазовецкого воеводства.
Скончался 27 июля 1999 года. Похоронен в Москве на Троекуровском кладбище.

## Награды
- Медаль «Золотая Звезда» Героя Советского Союза.
- Орден Ленина (27.02.1945).
- Два Ордена Отечественной войны 1-й степени.
- Орден Красной Звезды.
- Медали.

## Память
- В музее уренской средней школы № 1 один из стендов зала воинской славы посвящён Орлову.
- Именем Орлова названа одна из улиц города Волноваха[1].